# 友愛 (公益財団法人)
公益財団法人友愛（ゆうあい）は、日本の公益法人。元内閣総理大臣の鳩山由紀夫が理事長を務める。

## 概要
設立・鳩山一郎時代
1953年（昭和28年）に鳩山一郎の唱えた「相互尊重・相互理解・相互扶助」の理念を基調に「友愛青年同志会」が設立。
鳩山薫時代
1959年（昭和34年）、一郎が死去すると2代目会長に夫人の鳩山薫が就任。同年に「財団法人日本友愛青年協会」として財団法人化された。1973年、友愛青年同志会を「友愛青年連盟」と改称し、更に友愛政治連盟を発足させた。
鳩山威一郎時代
1974年の第21回友愛青年連盟全国大会で薫が名誉会長となり、息子の鳩山威一郎が3代目会長に就任。1993年の威一郎没後は、翌1994年から日本友愛青年協会理事長に妻の鳩山安子が就任。息子の鳩山邦夫友愛青年連盟相談役が友愛青年連盟連盟会長に就任。
鳩山由紀夫時代
2006年に安子から息子の鳩山由紀夫へ会長職が交代。2008年 （平成20年）に鳩山友愛塾第1期生の入塾式を行った。2011年（平成23年）4月1日からは「一般財団法人日本友愛協会」として一般財団法人へ移行し、2017年（平成29年）に「一般財団法人友愛」と名称変更。更に2019年（平成31年）、公益財団化を実施して「公益財団法人友愛」となった。

## 目的
当該財団は、自立と共生の友愛の理念の下に、国内外の青年や社会人の交流を深め、友愛の理念を次世代に継承、発展させる人材を育成し、もって世界平和に資することを目的としている。

## 理事会メンバー
理事長
鳩山由紀夫
理事
茂木健一郎、井上和子、芳賀大輔、井田安信、西川伸起、攪上哲夫、中島政希、鳩山太郎、山嵜偉広、南埜幸信、山口千恵子、後藤大智
監事
金沢俊弘、海方亨
評議員
谷藤悦史、戸澤英典、萩原直三、福田八州雄、近藤純子、小峰秀子、酒井芳彦、櫻井洋輔、田中正基、李慶達、川手祥右、髙橋佳大